# François Schollaert
François Victor Marie Ghislain Schollaert (19 de agosto de 1851 – Sainte-Adresse, 29 de junho de 1917) foi um político belga, associado ao Partido Católico da Bélgica.

## Vida
Nascido em Wilsele, Schollaert formou-se como advogado e atuou em Leuven. Ele serviu como chefe do sindicato dos agricultores flamengos, o Boerenbond. Ele esteve na Câmara dos Representantes do Povo da Bélgica a partir de 1888, ocupando o cargo de Presidente da Câmara de 1901 a 1908 e de 1911 até sua morte.
Com a morte repentina de Jules de Trooz, Schollaert o substituiu para se tornar o primeiro-ministro da Bélgica, também mantendo as pastas de Interior e Agricultura de 1908 a 1910, e as pastas de Artes e Ciências de 1910 a 1911.